# Чиндагатайське сільське поселення
Чиндагата́йське сільське поселення (рос. Чиндагатайское сельское поселение) — сільське поселення у складі Александрово-Заводського району Забайкальського краю Росії.
Адміністративний центр — село Чиндагатай.

## Історія
2011 року було ліквідоване Шаринське сільське поселення (села Шара, Шаракан), територія увійшла до складу Чиндагатайського сільського поселення.

## Населення
Населення сільського поселення становить 372 особи (2019; 579 у 2010, 931 у 2002).

## Склад
До складу сільського поселення входять:
| Населений пункт  | Населення, осіб (2002) | Населення, осіб (2010) |
| ---------------- | ---------------------- | ---------------------- |
| Чиндагатай, село | 529                    | 409                    |
| Шара, село       | 285                    | 112                    |
| Шаракан, село    | 117                    | 58                     |